# Johannes Keerbergen
Johannes Keerbergen (Rotterdam, 14 januari 1742 – Kudelstaart, 8 januari 1822) was een Nederlandse beeldhouwer.

## Leven en werk
Johannes Keerbergen was de zoon van Antonij Keerbergen (ca. 1715 – 21 januari 1745), matroos bij de VOC en Dorothea van der Swaan (1716 – 1798).
Keerbergen vervaardigde beeldhouwwerk voor verschillende stadspoorten in Rotterdam, de Delftse Poort (1770-72, samen met Jacob Mattheus Cressant) en voor de Hofpoort in 1778. Hij was van 1774 tot 1775 secretaris van het in 1773 opgerichte gezelschap van kunstenaars en kunstminnenden "Hierdoor tot hoger" te Rotterdam.
Keerbergen heeft onder andere de versiering van het Königorgel in de Sint-Stevenskerk in Nijmegen vervaardigd, gebouwd in de periode 1773-1776. Ook heeft hij de versiering van het orgel en de preekstoel voor de Doopsgezinde kerk van Rotterdam uit 1775 gemaakt, en de orgelversiering voor het grote orgel van de Laurenskerk. Deze werken te Rotterdam zijn alle in 1940 bij het bombardement verloren gegaan.

## Schepen
Het meest omvangrijke werk van Keerbergen waren vanaf ongeveer 1782 tot vrijwel het einde van zijn leven de vele houten versieringen van oorlogsschepen: de boegbeelden, spiegels en zijgalerijen. Eerst ontwierp en vervaardigde hij deze voor de Admiraliteit van Rotterdam, vanaf 1795 voor de eengemaakte Bataafse Marine en daarna vanaf 1814 voor de Koninklijke Marine. Ontwerpen van zijn hand zijn bewaard gebleven in het Nationaal Archief te Den Haag en in diverse Nederlandse maritieme musea zijn tekeningen van Keerbergen voor dergelijke versieringen te vinden. Hij maakte onder meer de versiering van het linieschip 'Delft', gebouwd in 1782 en in 1797 vergaan na de Zeeslag bij Camperduin.

## Leeuwen
Zijn bekendste werk zijn vier ornamentale leeuwen voor de Hofpoort te Rotterdam. Toen deze poort in 1833 is afgebroken zijn de leeuwen bewaard gebleven. In 1860 kregen ze een nieuwe plek als wachters bij de Koningsbrug over de Oude Haven. Die brug werd vanwege die beelden ook wel de 'Vierleeuwenbrug' genoemd. Na de Watersnoodramp van 1953 verhuisden drie van de leeuwen naar de nieuw aangelegde Maasboulevard, in 1964 werd de 'Leeuwenflat' naar deze leeuwen vernoemd. De vierde leeuw werd geschonken aan Defensie voor de Elias Beeckmankazerne te Ede, maar later overgeplaatst naar de Bernhardkazerne te Amersfoort. Een plan uit 2021 om de drie leeuwen in 2021 terug te plaatsen op het Hofplein vond geen doorgang.
- Biografisch Portaal: 61122356
- Digitale Bibliotheek voor de Nederlandse Letteren: keer010
- RKD-Nederlands Instituut voor Kunstgeschiedenis: 296193